# 장성 영천리 고분
장성 영천리 고분(長城 鈴泉里 古墳)은 전라남도 장성군 장성읍 보해리에 있는 고분이다. 1985년에 보해양조(주) 공장이 이곳에 들어서면서 조사되었다. 현재 공장 정문 우측에 복원되어 있다. 2001년 9월 27일 전라남도의 문화재자료 제228호로 지정되었다.

## 개요
장성읍은 해발 300∼600m의 산지 사이를 흘러가는 황룡강 좌우의 곡간평지에 자리하고 있다. 구산 마을 북쪽에는 해발 182.8m의 산줄기가 서북서쪽으로 내려오면서 점차 낮아지는데 고분은 산줄기가 낮아지다가 약간 높아지면서 형성된 구릉의 정상부에 위치하고 있다. 구릉의 서쪽은 북쪽에서 남쪽으로 황룡강이 흐르고 있고 그 좌우에는 충적평지가 형성되어 있는데 고분은 이 일대를 조망하기 좋은 지점에 위치하고 있다.
1986년 전남대학교박물관에서 발굴조사하였는데 마을에서는 말뫼라고 부르는 고분이다. 분구의 평면형태는 원형이고 규모는 직경 17m, 높이 3m이다.
석실은 횡혈식으로 연도는 현실 남벽 중앙에 열려있다. 석실은 현실 북동벽이 분구의 중앙에 위치하고 남서쪽에 연도가 있기 때문에 전체적으로 분구의 남쪽에 치우쳐 있다. 석실의 장축방향은 구릉방향과 직각을 이루는 북동―남서이다.
현실벽은 두께 10∼15cm의 판석을 20∼23단 쌓았는데, 90∼100cm까지는 수직으로, 그 위로는 들여 쌓았다. 현실의 규모는 길이 280∼290cm, 너비 220∼240cm, 높이 170∼200cm로 평면형태는 방형에 가까운 장방형이다.
천정석은 2매의 장대판석으로 덮었으며 바닥은 부식된 기반층을 평탄하게 한 후 잔자갈과 회색점토를 혼합하여 두께 15∼20cm, 직경 13m로 다졌다. 연도의 규모는 길이 320cm, 너비 130∼160cm, 높이 150cm인데 입구 양쪽에 장방형 석주와 판석형 석주를 세우고 그 사이에는 자연석의 문지방석을 놓았다.

## 참고 문헌
- 장성영천리고분 - 국가유산청 국가유산포털